# Championnat du Venezuela de football 1958
Navigation
Saison 1957 Saison 1959
La saison 1958 du championnat du Venezuela de football est la deuxième édition du championnat de première division professionnelle au Venezuela et la trente-huitième saison du championnat national. Cinq formations sont regroupées au sein d'une poule unique où elles s'affrontent deux fois, à domicile et à l'extérieur. Le club en tête à l'issue de la compétition est sacré champion.
C'est le Club Deportivo Portugués qui remporte la compétition, après avoir terminé en tête du classement final, avec un seul point d'avance sur le Deportivo Español et deux sur le club d'Estudiantes. C'est le tout premier titre de champion de l'histoire du club.

## Les clubs participants
| - La Salle FC - Deportivo Portugués - Danubio FC - Deportivo Español - Estudiantes |

## Compétition
Le barème utilisé pour établir l'ensemble des classements est le suivant :
- Victoire : 2 points
- Match nul : 1 point
- Défaite : 0 point

### Classement
| Rang | Équipe              | Pts | J | G | N | P | Bp | Bc | Diff |
| ---- | ------------------- | --- | - | - | - | - | -- | -- | ---- |
| 1    | Deportivo Portugués | 11  | 8 | 5 | 1 | 2 | 11 | 6  | +5   |
| 2    | Deportivo Español   | 10  | 8 | 5 | 0 | 3 | 14 | 12 | +2   |
| 3    | Estudiantes         | 9   | 8 | 3 | 3 | 2 | 13 | 10 | +3   |
| 4    | La Salle FC         | 6   | 8 | 2 | 2 | 4 | 8  | 10 | -2   |
| 5    | Danubio FC          | 4   | 8 | 1 | 2 | 5 | 6  | 14 | -8   |

|  | Champion du Venezuela 1958 |

## Bilan de la saison
| Championnat du Venezuela de football 1958 |                                 |
| Champion                                  | Deportivo Portugués (1er titre) |
| Coupes et trophées                        |                                 |
| Vainqueur de la Coupe du Venezuela 1958   | Non disputée                    |
| Promotions et relégations                 |                                 |
| Promus en Primera División                | Aucun                           |
| Relégués en Segunda A                     | Aucun                           |